# BBC Sounds
BBC Sounds é um streaming de mídia e áudio da BBC que inclui transmissões de rádio ao vivo, áudio sob demanda e podcasts. A mídia entregue aos ouvintes sediados no Reino Unido não apresenta publicidade comercial.
O site da BBC Sounds substituiu o serviço iPlayer Radio em outubro de 2018. Uma versão beta inicial do aplicativo BBC Sounds foi lançada em junho de 2018, com o novo aplicativo e o aplicativo iPlayer Radio suportados até setembro de 2019, quando o iPlayer Radio o aplicativo foi finalmente desativado no Reino Unido. No momento, os aplicativos Sounds estão disponíveis apenas para usuários no Reino Unido, enquanto o iPlayer Radio permanece disponível para usuários internacionais. Um aplicativo para TVs conectadas será lançado em 2020.

## Desenvolvimento
Os sons da BBC na Web foram criados desde o início nas linguagens de programação Node.js, React, Redux e Express.js. Os aplicativos móveis foram escritos no Swift para iOS e no Kotlin para Android. Novamente, estes foram escritos desde o início. Os aplicativos foram lançados em 26 de junho de 2018, antes do site ter a marca Sounds, a fim de obter feedback antecipado.
Tanto o site quanto os aplicativos são fornecidos com dados de um único conjunto de APIs, chamados de serviços de rádio e música, ou RMS, microsserviços construídos na linguagem de programação Scala. Essa fonte única de dados substitui um grande número de serviços diferentes que alimentavam as encarnações anteriores dos produtos de rádio.